# اندالو
اندالو (به ایتالیایی: Andalo) یک سکونتگاه مسکونی در ایتالیا است که در ترنتینو واقع شده‌است.

## خصوصیات
اندالو ۹٫۸۱ کیلومترمربع مساحت و ۱٬۰۱۴ نفر جمعیت دارد و ۱٬۰۴۰ متر بالاتر از سطح دریا واقع شده‌است.